# Badia Tedalda
Badia Tedalda (Badia in dialetto locale) è un comune italiano di 970 abitanti della provincia di Arezzo in Toscana, al confine con Marche ed Emilia-Romagna. Il comune possiede anche un'exclave, quella di Ca' Raffaello, dal 15 agosto 2009 nel territorio della provincia di Rimini (precedentemente a tale data era compresa nella provincia di Pesaro e Urbino).

## Geografia fisica
Comune principale dell'Alpe della Luna, che si estende sul versante adriatico, come soltanto cinque altri comuni della Toscana, quali Firenzuola, Marradi, Palazzuolo sul Senio, Sestino e Sambuca Pistoiese.
Nel suo territorio nascono alcuni dei più importanti fiumi delle Marche e Romagna:
- a nord-ovest della località di Pratieghi vi sono le sorgenti del fiume Marecchia che sfocia presso Rimini;
- a sud-ovest della località di Sant'Andrea si trovano le sorgenti del fiume Foglia che sfocia presso Pesaro;
- a sud della località di Montelabreve sgorga il torrente Auro che, unendosi al torrente Meta presso Borgo Pace (PU), forma il fiume Metauro che sfocia presso Fano.
- Classificazione sismica: zona 2 (sismicità medio-alta), Ordinanza PCM 3274 del 20/03/2003
- Classificazione climatica: zona E, 2 713 GG
- Diffusività atmosferica: media, Ibimet CNR 2002

## Storia
Il toponimo si riferisce a un'abbazia benedettina fondata dalla famiglia Tedaldi, nome che deriva a sua volta dal germanico longobardo Teudald. L'abbazia passò poi sotto la diocesi di Città di Castello, che comprendeva parte delle valli del Metauro, del Foglia e del Marecchia.
Feudo concesso da Ottone I al suo vassallo Goffredo di Ildebrando (967). Fu poi dominio dei conti di Montedoglio, tra la fine del sec. XIII e gli inizi del XIV passò a Uguccione e poi al figlio Neri della Faggiuola, vicini ai Visconti e rivali dei fiorentini. Con la battaglia di Anghiari (1440) passò definitivamente a Firenze.
Al plebiscito del 1860 per l'annessione del Granducato di Toscana al Regno di Sardegna i "sì" non ottennero la maggioranza degli aventi diritto (149 su totale di 628), sintomo dell'opposizione all'annessione.

### Simboli
Lo stemma è stato riconosciuto con decreto del Capo del governo del 29 aprile 1930:
Il gonfalone, concesso con regio decreto del 3 luglio 1930, è un drappo d'azzurro.

## Monumenti e luoghi d'interesse
- Chiesa di San Michele Arcangelo
- Chiesa di Sant'Arduino a Cicognaia
- Chiesa di San Tommaso a Montebotolino
- Chiesa della Madonna del Presale
- Chiesa di Santa Maria a Rofelle
- Chiesa di Santi Pietro e Paolo a Fresciano
- Pieve di Santa Maria a Pratieghi
- Ruderi dell'eremo della Barucola
- Santuario della Madonna delle Grazie a Fresciano

## Società

### Evoluzione demografica
Abitanti censiti

## Cultura

### Musei
- Museo comunale dell'Alta Valmarecchia toscana

## Geografia antropica

### Frazioni
Il comune, oltre al capoluogo, comprende undici frazioni:
- Caprile
- Castellacciola
- Cicognaia
- Fresciano-Montebotolino
- Montelabreve
- Pratieghi
- Rofelle
- Sant'Andrea
- Santa Fiora
- Stiavola
- Viamaggio

### Altre località del territorio
Altre località minori sono quelle di Arsicci, Ca' Giovanicola, Ca' Raffaello, Il Poggio, Monterano, Monterotondo, Ortale, Ponte Presale, Ranco, San Patrignano, Svolta del Podere.

## Amministrazione
Di seguito è presentata una tabella relativa alle amministrazioni che si sono succedute in questo comune.
| Periodo        | Periodo        | Primo cittadino             | Partito                     | Carica  | Note   |
| -------------- | -------------- | --------------------------- | --------------------------- | ------- | ------ |
| 17 giugno 1985 | 26 maggio 1990 | Giuliano Vittori Bochicchio | Democrazia Cristiana        | Sindaco | [ 10 ] |
| 26 maggio 1990 | 24 aprile 1995 | Silvio Datti                | Democrazia Cristiana        | Sindaco | [ 10 ] |
| 24 aprile 1995 | 14 giugno 1999 | Silvio Datti                | Partito Popolare Italiano   | Sindaco | [ 10 ] |
| 14 giugno 1999 | 14 giugno 2004 | Alberto Santucci            | lista civica                | Sindaco | [ 10 ] |
| 14 giugno 2004 | 8 giugno 2009  | Alberto Santucci            | centro-destra               | Sindaco | [ 10 ] |
| 8 giugno 2009  | 26 maggio 2014 | Fabrizio Giovannini         | lista civica                | Sindaco | [ 10 ] |
| 26 maggio 2014 | 27 maggio 2019 | Alberto Santucci            | lista civica Unità comunale | Sindaco | [ 10 ] |
| 27 maggio 2019 | in carica      | Alberto Santucci            | lista civica                | Sindaco | [ 10 ] |

## Sport
Ha sede nel comune la società di calcio U.S. Badia Tedalda, disputante la seconda categoria 2021-2022 della regione Marche.